# Безгодов, Алексей Александрович
Алексе́й Алекса́ндрович Безго́дов (род. 1 августа 1975, Комсомольск-на-Амуре, Хабаровский край) — российский религиозный и общественный деятель, историк-старообрядчества, издатель; Председатель Российского Совета Древлеправославной поморской церкви (с 2025 года), исполняющий обязанности наставника Новгородской старообрядческой поморской общины.

## Биография
Родился 1 августа 1975. Происходит из уральских староверов-поморцев Верхокамья.
По образованию историк-архивист, окончил факультет архивного дела Российского государственного гуманитарного университета.
С 1999 года, член Российского Совета ДПЦ. Руководитель Историко-Архивного отдела.
С 2004 основатель издательства «Археодоксiя» специализирующееся на богослужебных, учебно-просветительских книгах, научно-исторической и краеведческой литературе.
С 2010 заместитель председателя правления РОО «Культурно-паломнический центр имени протопопа Аввакума»
С 2013 года, Председатель Новгородской поморской общины.
С 2016 года избран заместителем Председателя Российского Совета ДПЦ.
15 мая 2025 на отчетно-выборном съезде ДПЦ на Преображенском был избран Председателем Российского Совета.

## Семья
Женат, отец пятерых детей.